# بياست غليفيتسه
نادي بياست غليفيتسى (بالبولندية: Gliwicki Klub Sportowy Piast Gliwice) نادي كرة قدم بولندي يلعب في دوري الدرجة الممتازة. تم تأسيس النادي عام 1945.